# 古谷實
古谷 實（日语：／，1972年3月28日—），日本漫畫家。出生於埼玉縣浦和市（現埼玉市），私立埼玉第一高校畢業。
初期作品主要環繞爆笑諷刺題材，最大特色是主角配角有別於漫畫家筆下常見的俊男美女，多是無厘頭、醜態百出的無用凡人。
出道作憑藉另類風格，於1996年度獲得第20回講談社漫畫賞，其後作品在偶然滲入一點正經之餘，一部份都繼承此作特色。
2000年當了父親以後，從開始，古谷實改寫新的方向，題材一改往日的無厘頭，轉趨嚴肅寫實，加入心理環境描寫，滲出更多社會、理想、愛情、性愛、暴力、人生、人性等課題。但《不道德的秘密》完全徹底沉鬱絕望的灰暗氛圍，一時間非每一讀者能消化接受。繼後調子略為調整，故事推到了較為莊諧成熟的層次，儘管劇本未算完整。接著出版了四期完的《深海魚男》單行本，近作於2010年連載完結。

## 傳記
1993年，無俚頭的另類漫畫《稻中桌球社》在“週刊Young Magazine”首次亮相。漫畫受到觀眾歡迎，並出版動畫。
1997年，開始在“週刊Young Magazine”雜誌上連載《當我們同在一起》。雖然也是一個無俚頭又另類的題材，但故事的起伏比以前的作品更清晰，並且在畫風上，角色誇張的表情漸趨保守。下一部作品《青山綠水好自在》基本保持著同一種故事風格。
2000年，成為一個孩子的父親。
2001年-2002年，在“週刊Young Magazine”連載了《不道德的秘密》。與早期的作品不同，這部作品弱化了無俚頭的元素，強調對人物和情境的內心描寫，並把前期作品中輕描淡寫的暴力鏡頭深化，鋪陳出日本經濟快速發展下，最扭曲的社會群像，結尾為古谷實的作品中，最黑暗的結局。
在《不道德的秘密》之後，古谷實的作品在主角的日常生活中，插入多樣的配角，並把愛情、環境、暴力、遺憾、孤單、性等主題交織於故事線中。
2003年-2005年，於“週刊Young Magazine”連載《機車人生》。相較於前作《不道德的秘密》過於嚴苛艱澀的故事，古谷實走回輕鬆幽默的路線，用更軟性的故事，再說了一次他的人生觀，人生不是完美的，故事也是。
2016年，《怪頭現象》系列開始在講談社“Evening”的15週年紀念刊連載。古谷實成為第36屆Evening新人獎（2017年4月-6月）的特別評委。

## 作品列表
- 全13卷
- 當我們同在一起 （港譯：廢柴同盟）（僕といっしょ）全4卷
- 青山綠水好自在（港譯：GO!GO!茂利飛車黨）（グリーンヒル）全3卷
- 不道德的秘密 （港譯：庸才）（ヒミズ）全4卷
- 機車人生 （港譯：17歲青春遁走）（シガテラ）全6卷
- 深海魚男（港譯：獨男）（わにとかげぎす）全4卷
- 白晝之雨（ヒメアノ～ル）全6卷
- 鹹味人生（サルチネス）全4卷
- 怪頭現象（ゲレクシス）全2卷

## 其它
- PRIUS PHVenus「充電電纜」（2017年）[1]

## 來源
1. ↑  . PRIUS PHVenus.   [2017-09-14]. （原始内容存档于2017-09-13） （日语）.